# Ride (banda)
Ride é uma banda britânica formada em Oxford em 1988. Formada por Andy Bell, Mark Gardener, Laurence "Loz" Colbert e Steve Queralt, inicialmente fazia parte da emergente cena "shoegaze" surgida na Inglaterra no começo dos anos 1990. Após sua dissolução em 1996, seus integrantes partiram para novos projetos, com destaque para Andy Bell que tornou-se baixista do Oasis. Em 2001, a banda se reuniu para uma única apresentação televisionada. O Ride anunciou de vez seu retorno em 2014. O álbum de estreia do grupo, Nowhere (1990), é considerado um dos mais importantes do gênero shoegaze. O auge comercial da banda foi com o lançamento do single "Leave Them All Behind", que chegou ao nono lugar na parada de singles do Reino Unido em 1992.

## Discografia

### Álbuns de estúdio
| Álbum                                               | Lançamento            | Posição nas paradas | Posição nas paradas | Certificações |
| Álbum                                               | Lançamento            | GBR                 | AUS                 | Certificações |
| --------------------------------------------------- | --------------------- | ------------------- | ------------------- | ------------- |
| Nowhere                                             | 15 de outubro de 1990 | 11                  | —                   | - BPI: prata  |
| Going Blank Again                                   | 9 de março de 1992    | 5                   | —                   | - BPI: ouro   |
| Carnival of Light                                   | 20 de junho de 1994   | 5                   | —                   |               |
| Tarantula                                           | 20 de março de 1996   | 21                  | —                   |               |
| Weather Diaries                                     | 16 de junho de 2017   | 11                  | —                   |               |
| This Is Not a Safe Place                            | 16 de agosto de 2019  | 7                   | 78                  |               |
| "—" indica lançamentos que não chegaram às paradas. |                       |                     |                     |               |

### Singles
| Ano                                                                                          | Título                             | Posição nas paradas | Posição nas paradas | Álbum                    |
| Ano                                                                                          | Título                             | GBR                 | EUA Alt             | Álbum                    |
| -------------------------------------------------------------------------------------------- | ---------------------------------- | ------------------- | ------------------- | ------------------------ |
| 1990                                                                                         | Ride EP                            | 71                  | —                   |                          |
| 1990                                                                                         | Play EP                            | 32                  | —                   |                          |
| 1990                                                                                         | Fall EP                            | 34                  | —                   |                          |
| 1991                                                                                         | "Taste"                            | —                   | 24                  | Nowhere                  |
| 1991                                                                                         | "Vapour Trail"                     | —                   | —                   | Nowhere                  |
| 1991                                                                                         | Today Forever EP                   | 14                  | —                   |                          |
| 1992                                                                                         | "Leave Them All Behind"            | 9                   | 20                  | Going Blank Again        |
| 1992                                                                                         | "Twisterella"                      | 36                  | 12                  | Going Blank Again        |
| 1994                                                                                         | "Birdman"                          | 38                  | —                   | Carnival of Light        |
| 1994                                                                                         | "How Does It Feel to Feel?"        | 58                  | —                   | Carnival of Light        |
| 1994                                                                                         | "I Don't Know Where It Comes From" | 46                  | —                   | Carnival of Light        |
| 1994                                                                                         | Live EP                            | —                   | —                   |                          |
| 1996                                                                                         | "Black Nite Crash"                 | 67                  | —                   | Tarantula                |
| 2002                                                                                         | Coming Up For Air EP               | —                   | —                   |                          |
| 2017                                                                                         | "Charm Assault"                    | —                   | —                   | Weather Diaries          |
| 2017                                                                                         | "Home Is a Feeling"                | —                   | —                   | Weather Diaries          |
| 2019                                                                                         | "Future Love"                      | —                   | —                   | This Is Not A Safe Place |
| 2019                                                                                         | "Repetition"                       | —                   | —                   | This Is Not A Safe Place |
| 2019                                                                                         | "Clouds of Saint Marie"            | —                   | —                   | This Is Not A Safe Place |
| "—" indica lançamentos que não chegaram às paradas ou não foram lançados naquele território. |                                    |                     |                     |                          |